# Лек од љубави
„Лек од љубави” је југословенски ТВ филм из 1969. године. Режирао га је Небојша Комадина а сценарио је написао Богдан Чиплић.

## Улоге
| Глумац          | Улога         |
| --------------- | ------------- |
| Мирјана Коџић   | Мама          |
| Еуген Вербер    | Ујак          |
| Оља Грастић     | Цанка, ћерка  |
| Петар Краљ      | Доктор        |
| Ђорђе Јовановић | Учитељ играња |